# Pfarrkirche Weissenbach an der Triesting

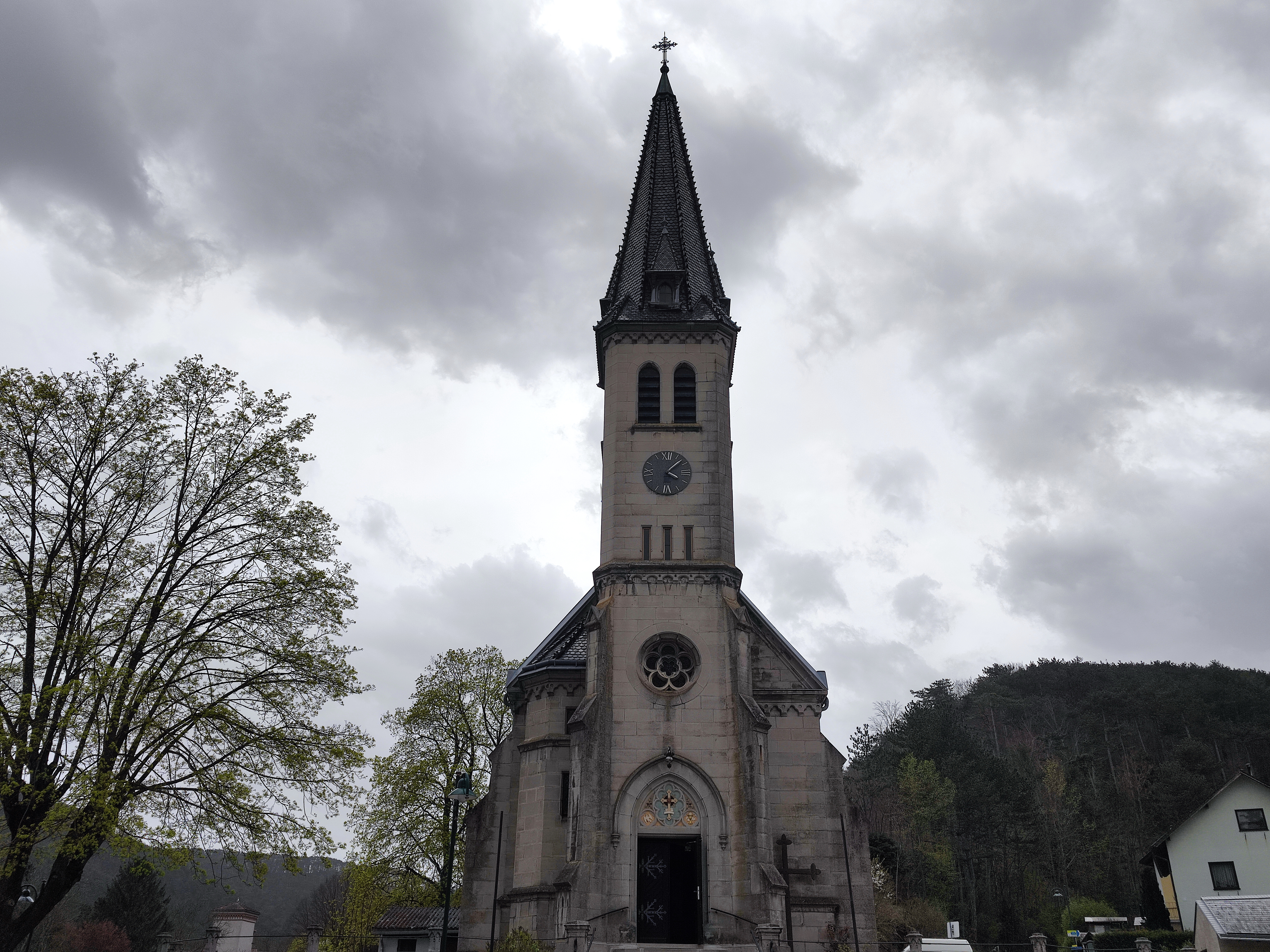
Herz-Jesu-Kirche in Weissenbach an der Triesting

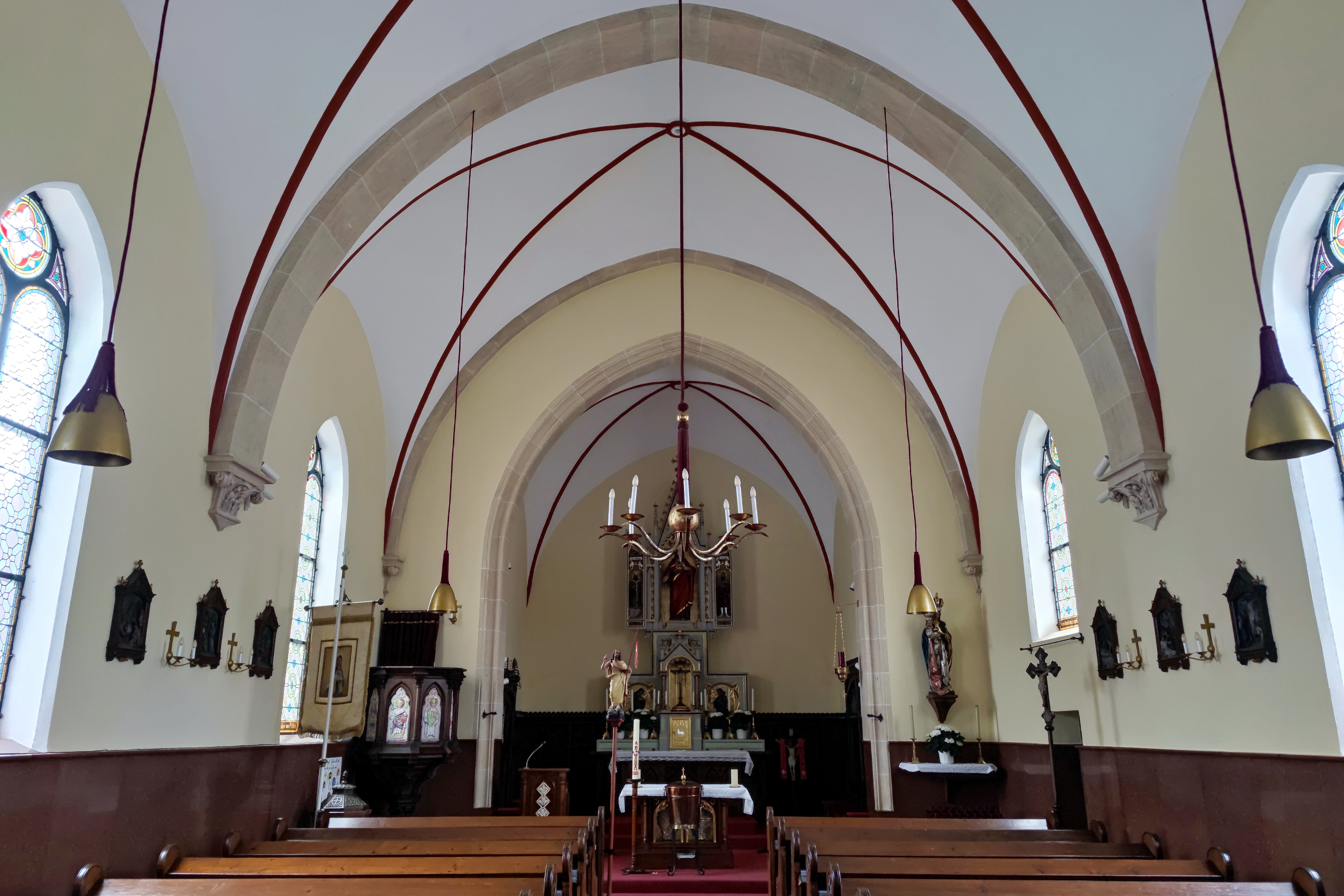
Herz-Jesu-Kirche: Innenraum

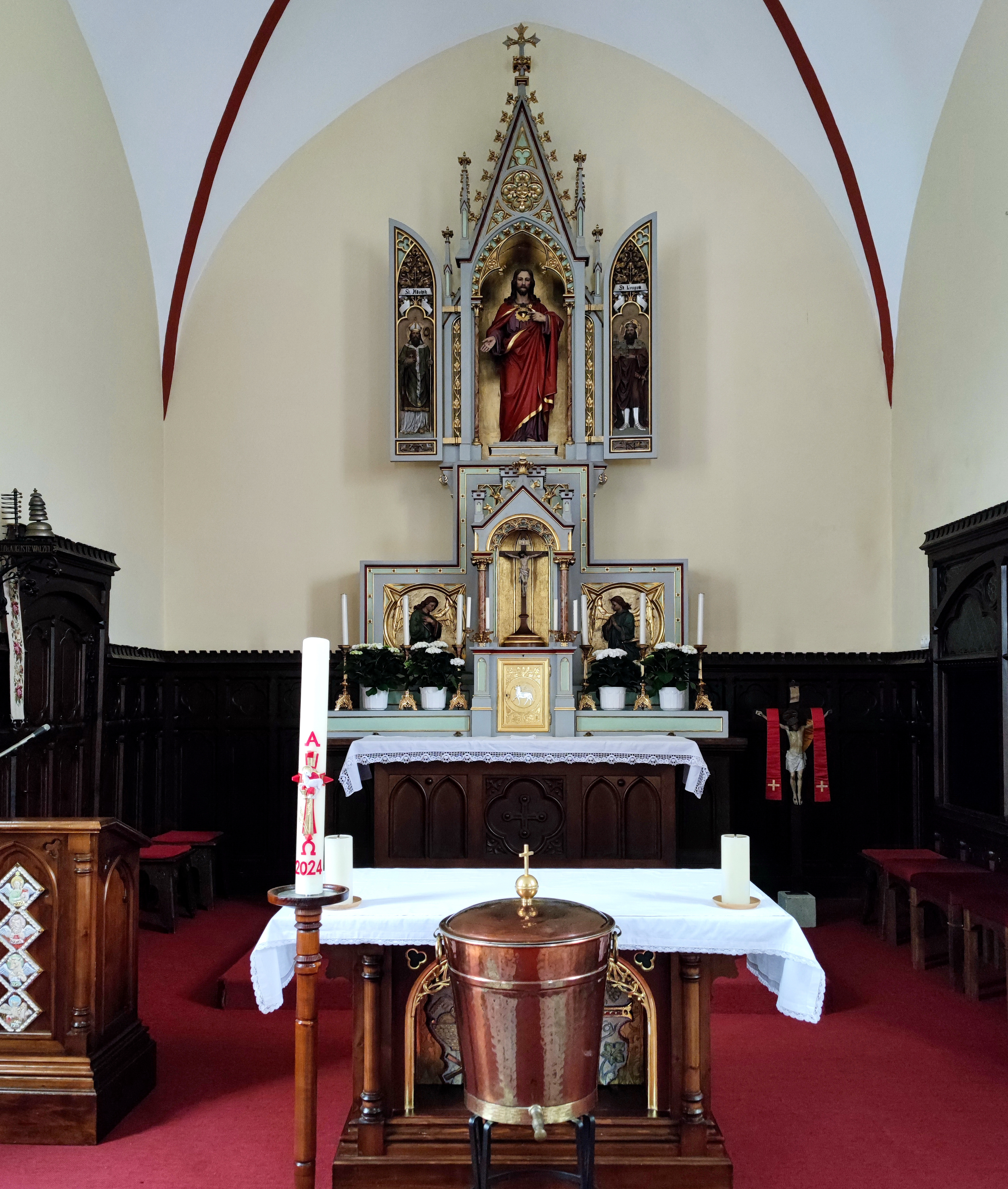
Herz-Jesu-Kirche: Hochaltar

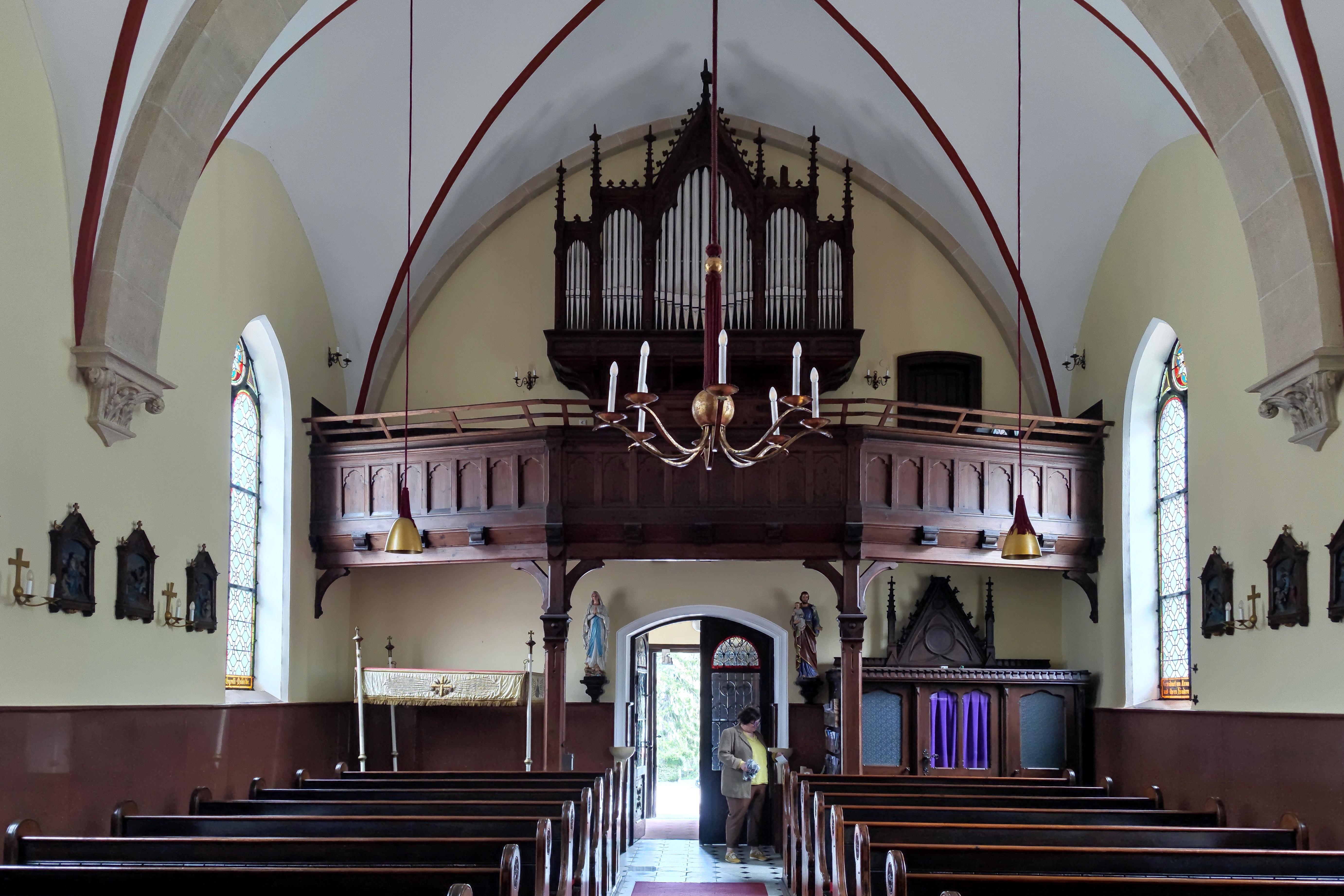
Herz-Jesu-Kirche: Empore

Die Herz-Jesu-Kirche ist eine römisch-katholische Pfarrkirche in Weissenbach an der Triesting in Niederösterreich. Die Pfarrei gehört zum Dekanat Pottenstein im Vikariat Unter dem Wienerwald der Erzdiözese Wien.
Die Kirche wurde in den Jahren 1892 bis 1893 nach den Plänen des Architekten Ludwig Schöne als Stiftung von Adolph Freiherr von Pittel erbaut und im Jahre 1946 zur Pfarrkirche erhoben. Die Kirche wurde im Westen des alten Ortskerns in leicht erhöhter Lage errichtet. Die neugotische Saalkirche hat südlich das Presbyterium und nördlich die Turmfassade und hat eine Treppenanlage mit zwei Sandsteinlöwen aus dem 18. Jh., deren offensichtlich bereits stark verwitterter Zustand zu einem nicht mehr verifizierbaren Zeitpunkt mit einer zementgebundenen Kunststeinmasse überarbeitet wurde.
Das Langhaus hat abgetreppte Strebepfeiler mit Spitzbogenfenstern. Das westlich angebaute Oratorium trägt ein Wappen des Freiherrn von Pittel, östlich angebaut ist die Sakristei. Der Fassadenturm mit Spitzbogenportal trägt ein Tympanonrelief mit Christussymbolen und Hl. Geist, hat eine Fensterrosette und einen reich gegliederten Spitzhelm. Die Dachziegel der Dächer zeigen ein Rautenmuster und sind farblich unterschiedlich glasiert.
Das kreuzgewölbte Langhaus mit breiten Gurtbögen hat eine hölzerne Orgelempore. Die Orgel aus 1893 mit 11 Registern stammt von Franz Capek.
Der Kirchenplatz unmittelbar vor der Kirche, eine parkähnliche Anlage aus deren Entstehungszeit, bildet mit seiner mächtigen Lindenallee eine Sichtachse auf die als Point de vue fungierende Turmfassade. Die mit der Kirche in untrennbarem Zusammenhang stehende Parkanlage ist neben ihrer hainartigen Hauptcharakteristik aus Großvegetation (Linde, Ahorn, Douglasie) von zeittypischen Denkmälern, wie Wetterstation und Stifterbüste geprägt. Eine nach Süden leicht ansteigende Topographie der Platzanlage ergänzt die maßgeblich durch rahmende Vegetation gesteigerte Wirkung des Sakralbaus: Ein die Kirche umfriedendes Plateau bewältigt die vorhandenen Niveauunterschiede und schafft eine für das Gotteshaus angemessene, erhabene Positionierung. 
Unmittelbar hinter der Kirche mit regionstypischen Föhren bewachsene Felsausläufer verschaffen dem Ensemble aus neogotischer Architektur und Natur zusätzlichen metaphorischen Gehalt.
Der Pfarrhof steht in der Gartengasse 7.